# L'isola del tesoro (serie animata 1978)
L'isola del tesoro (宝島?, Takarajima) è un anime prodotto nel 1978 in 26 episodi da Tokyo Movie Shinsha e tratto dal romanzo storico per ragazzi L'isola del tesoro di Robert Louis Stevenson. La serie è stata trasmessa in Giappone per la prima volta dal network NTV a partire da ottobre 1978 e in Italia da Rete 1 nel 1982.
Dall'anime sono stati tratti anche un film di montaggio distribuito in Giappone nel 1987 e un OAV di 7 minuti del 1992.

## Trama
Il piccolo Jim Hawkins aiuta la madre nella gestione della locanda "Ammiraglio Benbow", sulle rive inglesi dell'Oceano Atlantico. Un giorno arriva un misterioso ospite, il terribile Billy Bones che per nascondersi dai suoi compagni che lo stanno cercando per ucciderlo, si fa chiamare semplicemente "il capitano". Egli nasconde un grande segreto, la mappa del tesoro del pirata Flint. In seguito alla sua morte, Jim eredita la mappa e si convincerà a lasciare la madre per imbarcarsi sulla nave Hispaniola, nella più grande avventura della sua vita, alla ricerca dell'Isola del Tesoro.

## Personaggi
Jim Hawkins
Doppiato da: Mari Shimizu (ragazzo), Kiyotaka Mitsugi (adulto), Masako Nozawa (ragazzo, film) Kenyuu Horiuchi (adulto, film) e Koichi Yamadera (adulto, OAV) (ed. originale), Giuppy Izzo (ragazzo) e Mario Cordova (adulto) (ed. italiana)
È un ragazzo di tredici anni che vive con sua madre nella locanda Bembow, aiutandola con il lavoro. Il suo sogno è quello di diventare marinaio come suo padre.
John Silver
Doppiato da: Genzo Wakayama e Michio Hazama (film) (ed. originale), Renato Cortesi (ed. italiana)
Un pirata della vecchia ciurma di Flint che si introduce nella missione dei protagonisti per recuperare il tesoro. All'inizio della storia si finge amico di Jim e conquista la fiducia del dott. Livesey e del sig. Trelawney.
Puppy
Doppiato da: Akira Kamiya (ed. originale), Fabio Boccanera (1ª voce, ed. italiana)
Un giovane marinaio che tradirà l'equipaggio schierandosi dalla parte dei pirati.
Dottor David Livesey
Doppiato da: Iemasa Kayumi (ed. originale), Claudio Capone (ed. italiana)
Il dottore e giudice di Bristol. Jim si fida molto di lui, e gli mostrerà per primo la mappa del tesoro di Billy Bones.
Signor John Trelawney
Doppiato da: Junpei Takiguchi (ed. originale)
Un nobiluomo di Bristol dal carattere piuttosto infantile; amico del dottor Livesey e finanziatore della spedizione.
Capitano Alexander Smollett
Doppiato da: Eimei Esumi e Shusei Nakamura (film) (ed. originale), Oreste Rizzini (ed. italiana)
L'integerrimo e scrupoloso capitano dell'Hispaniola.
Abraham Gray
Doppiato da: Akio Nojima e Ryusei Nako (film) (ed. originale), Sergio Di Giulio (ed. italiana)
Un irlandese molto abile con il coltello. Viene quasi spinto ad ammutinare da Silver ma passa velocemente dalla parte del Capitano Smollett.
Benjamin "Ben" Gunn
Doppiato da: Kaneta Kimotsuki (ed. originale)
Un ex membro dell'equipaggio di Flint, abbandonato da quest'ultimo sull'isola diversi anni prima.
Billy Bones
Doppiato da: Ryo Kurosawa e Takeshi Aono (film) (ed. originale)
Ex membro della ciurma di Flint. Alloggia alla locanda di Jim al quale affida poco prima di morire la mappa del tesoro contenuta nel suo baule.
Tom Redruth
Doppiato da: Kōichi Kitamura (ed. originale)
L'anziano servitore di Trelawney del quale si occupa da quando quest'ultimo era un bambino. Muore durante un attacco al fortino.
Karen Hawkins
Doppiata da: Toshiko Maeda (ed. originale), Angiolina Quinterno (ed. italiana)
È la mamma di Jim e gestisce la locanda assieme al figlio.
Lily
Doppiata da: Rihoko Yoshida (ed. originale), Ilaria Stagni (ed. italiana)
Una pastorella amica di Jim. I due si sposeranno una volta diventati adulti.
Moglie di Silver
Doppiata da: Masako Sugaya (ed. originale), Melina Martello (ed. italiana)
Un'esotica danzatrice di sangue misto. Attende il ritorno del marito in una città portuale vendendo collane di conchiglie.
Flint
Il pappagallo di Silver; porta il nome del suo terribile ex capitano.
Bambo (Benbow)
Il cucciolo di leopardo amico di Jim.
Arrow
L'incompetente ammiraglio dell'Hispaniola. Beve nonostante l'alcol sia stato vietato sulla nave e sparisce misteriosamente prima di arrivare sull'isola.
Pew
Ex membro della ciurma di Flint. Tenta di rubare la mappa a Jim ma muore schiacciato dai cavalli delle guardie.
Black Dog
Un altro ex membro dell'equipaggio di Flint.
Hans (Israel Hands)
Il timoniere dell'Hispaniola. In preda all'alcol e alla follia tenta di uccidere Silver e Jim, ma viene scaraventato da quest'ultimo in mare.
George Merry
Inizialmente alleato di Silver. Tenta di farlo destituire e in seguito di ucciderlo, ma muore per mano di Gray.
Joyce e Hunter
Doppiati da:
Due giovani servitori di Trelawney. Joyce viene ucciso durante un attacco al fortino.

## Distribuzione
La serie è andata in onda in Giappone in prima visione su Nippon Television dall'8 ottobre 1978 al 1º aprile 1979.

### Edizione italiana
In Italia la serie è stata trasmessa sulla Rete 1 dal 4 gennaio al 5 febbraio 1982 all'interno del programma Direttissima con la tua antenna. Dal giugno 2008 la serie è stata replicata da Italia 1 nell'edizione restaurata curata da Yamato Video.

### Edizioni home video
In Italia Yamato Video ha pubblicato la serie dal 2004 in DVD, sia in 5 volumi che in un box unico.

## Episodi
| Nº | Titolo italiano Giapponese 「Kanji」 - Rōmaji | In onda          | In onda          |
| Nº | Titolo italiano Giapponese 「Kanji」 - Rōmaji | Giapponese       | Italiano         |
| 1  | Billy il terribile 「恐怖のビリーがやって来た!」 - Kyōfu no Biri gaya | 8 ottobre 1978   | 4 gennaio 1982   |
| 1  | In una notte di pioggia, alla locanda "Benbow inn" si presenta un uomo burbero, Billy il terribile, che vorrebbe vivere nascosto per un breve periodo. Billy tiene nella sua stanza un grosso baule dal contenuto segreto. La gente del paese sospetta che l'ospite della locanda si tratti di un pirata. Billy mette in guardia Jim da un uomo con una gamba sola e gli chiede di avvisarlo tempestivamente se qualcuno lo cerca. |                  |                  |
| 2  | Chi è Black Dog? 「黒犬って…何だ!?」 - Kuro inu tte ... nani | 15 ottobre 1978  | 5 gennaio 1982   |
| 2  | Black Dog riesce a rintracciare Billy, che capisce di essere stato trovato dal pirata con una gamba sola. Il dottor Livesey scopre che Billy Bones è davvero un pirata, ma per il momento deve tenere il segreto professionale di dottore. Jim va in paese per promuovere la locanda e si imbatte in un cieco, il quale lo minaccia e gli ordina di condurlo dal Capitano. |                  |                  |
| 3  | Il marinaio con la gruccia 「振りおろされた松葉杖」 - Furi orosareta matsubadue | 22 ottobre 1978  | 6 gennaio 1982   |
| 3  | Il cieco Pew, giunto alla locanda, minaccia il vecchio Billy che alle ore 22 di quella stessa notte verrà ucciso. Il pirata in preda al panico e alla follia muore e lascia in eredità a Jim il contenuto della sua cassa, in particolare un prezioso documento. Jim e sua madre vanno in paese a cercare aiuto, ma nessuno vuole scontrarsi con la banda di Flint. |                  |                  |
| 4  | La mappa del tesoro 「宝島の地図が手に入る!」 - Takarajima no chizu ga teniiru! | 29 ottobre 1978  | 7 gennaio 1982   |
| 4  | I pirati assalgono la locanda e trovano il vecchio Billy già morto. Il cieco Pew ordina di setacciare le stanze per trovare la mappa del tesoro, però Jim l'aveva già nascosta. Improvvisamente i pirati sono costretti a fuggire, ma Pew muore calpestato dai cavalli delle guardie. Jim porta la mappa quella notte stessa al dottor Livesey e al signor Trelawney, il quale convince il dottore a partire per l'isola del tesoro, purtroppo senza Jim. |                  |                  |
| 5  | Mamma, io partirò! 「行って来るよ、母さん!」 - Itte kuru yo, kaasan! | 5 novembre 1978  | 8 gennaio 1982   |
| 5  | Il dottor Livesey lascia a Jim la scelta della sua partenza, dicendogli di valutare la situazione di solitudine della madre. Quest'ultima viene a sapere dell'isola del tesoro e concede a Jim di salpare, come fece suo padre alla sua età. |                  |                  |
| 6  | John Silver: amico o nemico? 「敵か味方かジョン・シルバー」 - Teki ka mikata ka Jon Shiruba | 12 novembre 1978 | 11 gennaio 1982  |
| 6  | Jim arriva al porto, incontra il dottor Livesey e il signor Trelawney che gli danno un contratto di assunzione come mozzo da consegnare a John Silver, il locandiere con una gamba sola. Jim sospetta che si tratti del pirata temuto da Billy Bones, ma poi si ricrede. Il capitano della nave, Smollett, avverte il signor Trelawney della sua scarsa fiducia per l'equipaggio (ingaggiato proprio da Trelawney) e scopre la missione del viaggio, che doveva rimanere segreta. Il giorno dopo, finalmente, la nave Hispaniola salpa sulla rotta dell'isola del tesoro. |                  |                  |
| 7  | John Silver amico di Jim 「肉焼きおやじはニクい奴」 - Niku yaki oyajiha niku i yatsu | 19 novembre 1978 | 12 gennaio 1982  |
| 7  | Il signor Trelawney e il dottor Livesey preparano una copia della mappa senza le indicazioni del tesoro. Jim stringe amicizia con John che durante una bonaccia si allontanano per andare a pesca. Al loro ritorno però li attende una brutta sorpresa. |                  |                  |
| 8  | La nave fantasma 「幽霊船がオレを呼ぶ!」 - Yūreisen ga ore wo yobu! | 26 novembre 1978 | 13 gennaio 1982  |
| 8  | Il capitano Smollett abbassa il grado di Arrow da secondo capitano a semplice marinaio per il suo smisurato uso dell'alcol. Arrow si ribella ma alla fine tutto si risolve. Quella sera stessa Arrow finisce in mare e l'unico testimone, John Silver, ammette di averlo visto ubriaco prima che cadesse accidentalmente. Jim all'inizio non gli crede e pensa che sia stato Silver a spingerlo in acqua perché Arrow sapeva delle informazioni riservate sul suo passato. Una nave fantasma guidata dallo spirito di Arrow viene a prendere Silver, che però riesce a liberarsi dalla maledizione e torna sull'Hispaniola. |                  |                  |
| 9  | I mercanti di schiavi 「奴隷みなとの 人さらい」 - Dorei minatono nin sarai | 3 dicembre 1978  | 14 gennaio 1982  |
| 9  | L'Hispaniola si ferma per una giornata in un porto per fare provviste e solo alcuni uomini ottengono il permesso di scendere a terra. Jim viene catturato da dei mercanti di schiavi ma riesce a liberarsi grazie a Silver, che nella fuga viene ferito con un colpo di pistola. Il dottor Livesey riesce a curare il cuoco di bordo e gli prescrive un periodo di riposo, durante il quale Jim assolverà ai suoi compiti e gli farà compagnia. Una nave pirata minaccia l'Hispaniola, il capitano Smollett ordina di attaccare ma John Silver propone di limitarsi ad allontanarli con uno stratagemma, per evitare inutili perdite umane. |                  |                  |
| 10 | Un barile pieno di mele 「リンゴ樽の中で 聞いた!」 - Ringo taru no naka de kii ta! | 10 dicembre 1978 | 15 gennaio 1982  |
| 10 | Alcuni membri dell'equipaggio si riuniscono di notte nella stiva per discutere in gran segreto. Pappy se ne accorge e avverte Jim pensando che si possa trattare di un ammutinamento. Jim chiede a John Silver di fare chiarezza. la notte successiva il cuoco lo porta nella stiva per svelare il mistero: l'equipaggio sta facendo una gara tra tartarughe. Jim si convince di essersi sbagliato ma la notte seguente Jim esce dalla camera in cerca di cibo, si sporge nel barile delle mele e dalla stanchezza ci cade dentro. Subito dopo riesce a sentire di nascosto un discorso che John Silver rivolge all'equipaggio; il pirata si sta accordando con gli altri uomini proprio su come organizzare una ribellione e tra loro si ritrova coinvolto anche Pappy che è costretto ad accettare. Jim si sente profondamente tradito da Silver e sta per essere scoperto quando viene annunciata la terra. Ormai manca pochissimo, la nave è quasi arrivata all'isola del tesoro. |                  |                  |
| 11 | Cosa c'è di sospetto nell'isola del tesoro? 「宝島で何かが 始まる!?」 - Takarajima de nanika ga hajima ru!? | 17 dicembre 1978 | 18 gennaio 1982  |
| 11 | Jim comunica al dottor Livesey, al signor Trelawney e al capitano Smollett del piano di ammutinamento di Silver ma il capitano decide di sbarcare sull'isola senza cambiare rotta, per non destare sospetti ai pirati. Il signor Trelawney chiede a Jim di seguire i pirati sull'isola imbarcandosi in una delle due scialuppe in avanscoperta e gli presta una pistola da usare solo in caso di pericolo. Jim, appena giunto sull'isola, si allontana subito dai pirati per poterli spiare di nascosto. Un uomo si ribella a Silver chiedendogli di essere il capo al posto suo, ma il resto della ciurma non è d'accordo e Silver lo uccide sotto gli occhi di Jim. |                  |                  |
| 12 | Il fortino 「出た! ジャングルの怪物」 - Deta! Janguru no kaibutsu | 24 dicembre 1978 | 19 gennaio 1982  |
| 12 | I pirati scoprono Jim e lo inseguono ma il ragazzo riesce a fuggire. Jim nella foresta incontra Ben Gunn, un pirata della ciurma di Flint che lo riaccompagna alla spiaggia e gli racconta il suo passato: tre anni fa è stato abbandonato sull'isola dopo che il capitano Flint ha nascosto il tesoro e ha scoperto che il pirata ha decapitato da solo i sei uomini che lo avevano aiutato a sotterrarlo. Il capitano Smollett decide di passare all'azione e rinchiude i pirati rimasti a bordo in una cabina. Mentre il capitano e i suoi uomini scappano con le due scialuppe rimaste, portando con sé le armi e le provviste, i pirati riescono a liberarsi, Hans lancia un segnale a Silver e apre il fuoco verso le scialuppe. Il capitano e gli altri sbarcano, si ricongiungono a Jim e insieme scappano dalla ciurma di John Silver per andare a ripararsi in un vecchio fortino. |                  |                  |
| 13 | La campanella di Redruth 「じいさまの ちっちゃな鈴」 - Jī-sama no chitchana suzu | 31 dicembre 1978 | 20 gennaio 1982  |
| 13 | Jim e gli altri uomini riescono ad arrivare al fortino e i pirati si impossessano della nave. Il capitano Smollett issa la Union Jack come risposta al Jolly Roger dell'Hispaniola e i pirati ne fanno uso per mirare con i cannoni. Durante la notte Jim e Redruth parlano dei loro tesori mentre fanno il turno di guardia ma l'anziano viene colpito alla testa da un fucile dei pirati e muore. Tutto l'equipaggio, il giorno dopo, giura sulla bandiera di non arrendersi e di combattere fino alla morte. Jim esce dal fortino colmo di rabbia e incontra John Silver, ma non riesce a sparargli. |                  |                  |
| 14 | Amici questa è la vita 「これも人生! 敵・味方」 - Koremo jinsei! Teki mikata | 7 gennaio 1979   | 21 gennaio 1982  |
| 14 | John Silver si incammina verso il forte accompagnato da Pappy con una bandiera bianca, e gli inglesi lo fanno entrare. La proposta del pirata è quella di consegnargli la mappa del tesoro, altrimenti sarebbero stati attaccati da un cannone posto sulle montagne dopo il tramonto. Ma il capitano Smollett non cede e gli intima di arrendersi per poter godere di un processo una volta tornati in Inghilterra, e lo caccia via. Jim esce dal forte per cercare Ben Gunn e chiedergli di indicargli un rifugio alternativo ma non riesce a trovarlo. Sulla strada del ritorno, Jim si avvicina al cannone e scopre che è finto. I pirati devono passare al piano di riserva: alcuni di loro assalgono il forte e inquinano l'acqua del pozzo. |                  |                  |
| 15 | Le condizioni di resa di Silver 「シルバー式 降伏のすすめ」 - Shiruba shiki kōfuku nosusume | 14 gennaio 1979  | 22 gennaio 1982  |
| 15 | Il capitano Smollett è stato ferito ad una spalla con una pallottola e il dottor Livesey non può curarlo senza dell'acqua. Jim si propone di andarla a prendere al fiume ma John Silver gli rompe l'anfora e gli comunica la sua condizione: la mappa in cambio dell'acqua. Il dottor Livesey, riesce comunque a togliere la pallottola dalla spalla di Smollett con un ferro rovente e una pioggia torrenziale li salva dalla sete. Silver però non si arrende e vuole avvicinare l'Hispaniola alla riva, nonostante il pericolo della barriera corallina, per sparare al forte con il cannone della nave. |                  |                  |
| 16 | Jim diventa un uomo 「おいら少年 流れ島…!?」 - Oira shōnen nagare tori...!? | 21 gennaio 1979  | 25 gennaio 1982  |
| 16 | I pirati aprono il fuoco contro il fortino e Jim prende la decisione di far allontanare la nave. Durante l'attacco esce dal forte, si dirige verso la riva e si imbarca nella piroga di Ben Gunn. Durante la navigazione, però, incontra seri problemi come uno squalo e la corrente avversa, ma nonostante tutto riesce ad avvicinarsi alla nave. Con decisione, Jim taglia la corda che tiene ancorata l'Hispaniola e rimane appeso al filo. |                  |                  |
| 17 | Non sono un bambino! 「甘くみるなョ 子供じゃないぜ」 - Amaku miruna yo kodomo janaize | 28 gennaio 1979  | 26 gennaio 1982  |
| 17 | Jim sale sulla nave e ammaina il Jolly Roger di nascosto. I quattro pirati rimasti sull'Hispaniola tutti ubriachi, si uccidono a vicenda mettendosi a litigare per delle frivolezze. John Silver vuole vedere come mai la nave è andata alla deriva e scoprire che cosa è successo, così la raggiunge con una scialuppa. |                  |                  |
| 18 | Hans, il redivivo 「死んだはずだよ、 ハンズさん」 - Shinda hazuda yo, Hanzu-san | 4 febbraio 1979  | 27 gennaio 1982  |
| 18 | John Silver arriva sulla nave e Jim gli confessa quello che ha fatto. Silver però, non bada molto a quello che dice, mettendolo in guardia su quello che potrebbe accadere alla nave: con una tempesta come quella e senza un equipaggio, è quasi impossibile governarla. I due ci tentano lo stesso, così mentre Silver stabilizza il timone, Jim ripara le falle nella stiva. Hans, che si credeva morto, in realtà è ancora vivo e in preda alla pazzia non riconosce Silver e Jim e li vuole uccidere. Silver vuole sparargli ma ha finito le pallottole, quindi si butta in mare con un barile per galleggiare. Jim per salvarsi, sale sull'albero maestro e lancia un bastone in piena fronte ad Hans, che cade in mare. Adesso Jim è solo ma non sta andando alla deriva, l'Hispaniola si è solo spostata in un altro punto dell'isola. |                  |                  |
| 19 | L'immortale Silver 「これで最期か? 不死身のシルバー」 - Korede saigo ka? Fujimi no Shiruba | 11 febbraio 1979 | 28 gennaio 1982  |
| 19 | L'Hispaniola si arena a sud dell'isola e Jim torna di corsa al fortino prima che rabbui, ma grande è la sua sorpresa nel trovare Silver e i pirati a occuparlo. Jim viene catturato e torturato e, quando stanno per ucciderlo, Silver si oppone, provocando forti disapprovazioni tra la ciurma, che gli dà subito dopo il cerchio nero, una minaccia di morte. John Silver spiega a Jim che i suoi amici sono tutti vivi e si sono arresi per mancanza di provviste, chiedendone in cambio della mappa, ma Jim fatica a crederci. Silver viene attaccato e legato dagli altri pirati, che non lo riconoscono più cone capitano. |                  |                  |
| 20 | I pirati si ribellano 「こんどは磔! ロング・ジョン」 - Kondoha haritsuke! Rongu Jon | 18 febbraio 1979 | 29 gennaio 1982  |
| 20 | Silver viene crocifisso e rimane all'aperto per tutta la notte, sotto la pioggia. Il giorno seguente fa ragionare i pirati, dicendo loro che non riuscirebbero a tornare vivi in Inghilterra senza la sua guida, e loro lo liberano e lo rieleggono capitano. Silver decide di tenere vivo Jim come ostaggio, e lo manda a chiamare il dottor Livesey per curare il marinaio Anderson, ma non prima di aver ricevuto la sua parola d'onore che tornerà al forte. Nella grotta dove sono rifugiati i suoi amici, Jim scopre tutta la verità: il signor Trelawney ha scoperto nella mappa un messaggio segreto scritto con l'inchiostro simpatico, quindi l'intero equipaggio ha deciso che la mappa poteva finire in mano ai pirati, in cambio di provviste, perché comunque non avrebbero scoperto la vera ubicazione del tesoro. Jim e il dottor Livesey tornano al forte e Jim deve rimanere con i pirati. La tregua è finita e il capitano Silver comunica al dottor Livesey che è il momento di cominciare a cercare il tesoro. Jim ha dato la sua parola ai suoi amici che non riferirà ai pirati il segreto della mappa. |                  |                  |
| 21 | Alla ricerca del tesoro 「生きてりゃこその お宝よ!」 - Iki terya koso no otakara yo! | 25 febbraio 1979 | 1º febbraio 1982 |
| 21 | Per i pirati inizia la vera caccia al tesoro seguendo la mappa di Flint. Gli inglesi, con il sostegno di Ben Gunn, seguono la carovana per assicurarsi che Jim stia bene. Giunti sul luogo indicato dalla mappa, John Silver non sta più nella pelle e ordina ai suoi uomini di scavare. Anche il marinaio Anderson vuole scavare, ma le sue terribili condizioni di salute lo uccidono. I pirati estraggono il forziere, ma quando non trovano dentro nient'altro che un teschio, si scagliano su Jim e lo legano, reputandolo responsabile dell'imbroglio. |                  |                  |
| 22 | Il forziere è vuoto! 「海賊死んで ガイコツ残る」 - Kaizoku shin de gaikotsu nokoru | 4 marzo 1979     | 2 febbraio 1982  |
| 22 | Anche Silver sembra in collera con Jim, lo fa legare all'albero e non gli rivolge più la parola. Dopo aver studiato il teschio che era nel forziere, Silver capisce che il tesoro si trova nell'isola dello scheletro e ordina ai suoi uomini di mettersi subito in marcia. Essendo in piena notte, Jim riesce a scappare e Silver lo insegue da solo. Quando riesce a trovarlo però lo slega e lo lascia libero, dicendogli che non lo vuole vedere ucciso per mano dei pirati. Jim però non torna dagli inglesi e segue Silver di nascosto. Silver, giunto all'isola dello scheletro riesce a scoprire le scritte nascoste sulla mappa, e Jim e i suoi amici arrivano in tempo per salvarlo da un'altra ribellione dei suoi uomini. Adesso tutti i pirati sono morti tranne Pappy e John Silver, caduti prigionieri dell'equipaggio di Smollett. |                  |                  |
| 23 | In una notte di luna piena... 「翔んでる男! カモメのパピー」 - Ton deru otoko! Kamome no papi | 11 marzo 1979    | 3 febbraio 1982  |
| 23 | Silver è ancora una risorsa importante per l'equipaggio perché può risolvere l'indovinello della mappa. Silver viene curato dalle ferite di pistola e chiede che Pappy venga liberato in cambio dell'aiuto con l'indovinello. Silver però non ha idea di quale sia la "casa di Flint" così vanno tutti in cerca, anche se inutilmente, di quello che potrebbe essere il luogo corrispondente. Silver si ammala di malaria e si allontana dal gruppo, ma Ben Gunn sa che la cura alla malattia sono dei fiori di loto. Jim corre a prendere i fiori e trova Pappy, anche lui intento a salvare Silver. Il capitano Smollett decide di perdonare Pappy per la sua buona azione e gli promette che non verrà sottoposto al processo. |                  |                  |
| 24 | La casa dello squalo 「亡者の箱は 満月に輝くか!?」 - Mōja no hako ha mangetsu ni kagayaku ka!? | 18 marzo 1979    | 4 febbraio 1982  |
| 24 | Silver capisce che la "casa di Flint" potrebbe essere il mare perché il vecchio pirata era soprannominato "lo squalo dei Caraibi". In una giornata di sole Jim, Trelawney e Gray si immergono nella baia per cercare quello che potrebbe essere il nido degli squali, ma quando ne compare uno, Jim e Trelawney escono dall'acqua. Gray infilza due coltelli sul dorso dello squalo e lo segue fino ad una grotta sottomarina in cui lo squalo muore; quella lì è la casa, o meglio, bara dello squalo. Lì vicino sta una roccia denominata "punta del diavolo", a mezzanotte e mezza Silver si apposta sulla roccia girato a 45° Est e vede un punto nella foresta che riflette la luce della luna. Il gruppo si dirige in quel punto e Jim, con una freccia, rompe il vetro che li ha guidati. Rotta la barriera di vetro, si apre una caverna con all'interno l'immenso tesoro di Flint! |                  |                  |
| 25 | Saremo di nuovo amici? 「潮風よ、縁があったら また逢おう」 - Shiokaze yo, en ga attara mata aou | 25 marzo 1979    | 5 febbraio 1982  |
| 25 | Gli inglesi caricano il tesoro sull'Hispaniola e salpano in rotta verso l'Inghilterra lasciando sull'isola due pirati sopravvissuti. Silver sembra essersi arreso al suo destino ma Grey non riconosce la sua personalità. Il dottor Livesey decide di dare l'intero tesoro al governo inglese per quantificarlo e poi frazionarlo. Quando scendono a fare provviste, Silver fa ubriacare Jim e Grey per scappare in piena notte. Il vecchio pirata ruba una cassa d'oro dall'Hispaniola e scappa lontano con sua moglie, una venditrice di conchiglie rosse. |                  |                  |
| 26 | Flint non sa più volare 「フリントは もう飛べない」 - Furinto wa mō tobenai | 1º aprile 1979   | 5 febbraio 1982  |
| 26 | L'equipaggio di Smollet viene accolto festosamente e intervistato dalla stampa. Tutti ricevono mille sterline dal governo, tranne Pappy; Grey però divide la sua paga con lui e scappa in Irlanda. Dieci anni dopo, Pappy e i suoi nove fratelli minori aprono altrettanti negozi, Trelawney gestisce una fattoria e Ben Gunn lavora per lui dopo aver sperperato le sue sterline. Gray muore durante uno scontro per la liberazione dell'Irlanda, mentre Hunter si sposa e ha quattro figli. Jim cresce e gira il mondo sempre assieme a Bambo e incontra Silver dopo tanti anni. Il pirata è invecchiato ma, nonostante abbia perso la moglie, è rimasto quello che Jim aveva conosciuto. Tuttavia, di questo incontro, Jim non parla al dottor Livesey e al signor Trelawney, che hanno trovato la mappa di un altro tesoro e vorrebbero andare a cercarlo. Jim ha realizzato il suo sogno, quello di diventare un uomo di mare e presto si sposerà con Lily. |                  |                  |

## Colonna sonora
Sigla di apertura originale
- Takarajima (宝島?), di Yoshito Machida

Sigla di chiusura originale
- Chīsana funanori (小さな船乗り?), di Yoshito Machida

Sigla di apertura e di chiusura italiana
- L'isola del tesoro, musica di Argante, testo di Stefano Jurgens, arrangiamento di Aldo Tamborrelli, è cantata da Fabiana Cantini, Douglas Meakin e Lino Toffolo (edizione Rai Uno del 1982)

Contemporaneamente a questa sigla ne era stata incisa una omonima dai Rocking Horse che venne poi scartata. La base venne in seguito riciclata per Il dr. Slump ed Arale.
Nell'edizione Yamato video, e quindi nelle trasmissioni televisive Mediaset dal 2008, vengono usate le sigle originali giapponesi con i titoli in italiano.

## Differenze dal romanzo
L'anime è molto fedele alla storia originale del romanzo ma con qualche eccezione:
- Nel romanzo non esiste il cucciolo di leopardo Bambo
- Nel romanzo, il padre di Jim muore di malattia poco prima di Billy il terribile. Nell'anime il padre muore un mese prima dell'arrivo del pirata alla locanda
- Nel romanzo, quando Jim porta al dottor Livesey la mappa del tesoro, sia Livesey che Trelawney non esitano a decidere che anche Jim partirà con loro. Nell'anime, Trelawney inizialmente non è d'accordo.
- Nel romanzo non vengono citati gli eventi degli episodi 8 (La nave fantasma) e 9 (I mercanti di schiavi).
- Quando la nave arriva all'isola del tesoro, nel romanzo Jim si imbarca di nascosto e di sua iniziativa, in una delle scialuppe dei pirati dirette sull'isola. Nell'anime invece è il signor Trelawney a chiederglielo. Curiosamente, all'inizio dell'episodio successivo (il numero 12), Jim narra i fatti dell'episodio precedente secondo la versione del romanzo.

## Film
Il 9 maggio 1987 è stato distribuito in Giappone un film cinematografico di montaggio omonimo della serie, con un diverso cast di doppiatori.

## OAV
Il 21 dicembre 1992, è stato pubblicato in Giappone l'OAV di 7 minuti Un uomo chiamato bonaccia (宝島メモリアル 「夕凪と呼ばれた男」?, Takarajima Memoriaru - Yūnagi to yobareta otoko). È stato pubblicato in versione sottotitolata in italiano da Yamato Video nel 2004, nel quinto e ultimo volume DVD della serie.

### Trama
Anni dopo gli eventi della serie, Jim ormai adulto scopre da un uomo in una taverna che Silver ha continuato a vivere facendo il baleniere. Jim si mette quindi sulle tracce di Silver e raggiunge l'isola di Maratoran, dove l'uomo aveva vissuto. Qui incontra la nuova moglie di Silver e il figlio che ha avuto da lui.
Sigla di chiusura
- Kōkai Nikki (航海日誌) di Yoshito Machida